# Matteo I di Alessandria (calcedoniano)
Papa Matteo Psaltis (Andros, ... – Monte Athos, dopo il 9 giugno 1766), è stato papa e patriarca greco-ortodosso di Alessandria e di tutta l'Africa tra il 1746 e il 1766.
Fu prima Metropolita della Libia ed egumeno del Monastero Zlatari di Valacchia. Fu eletto Patriarca di Alessandria il 18 agosto 1746. Nonostante le difficoltà economiche del Patriarcato, portò avanti il rinnovamento di edifici, istituti e chiese.  Combatté contro il proselitismo della Chiesa latina tra i fedeli egiziani. Subì numerose persecuzioni da parte dei governatori d'Egitto, finché rassegnò le dimissioni il 9 giugno 1766 e si ritirò sul Monte Athos, dove più tardi morì.